# Batil Spur
Der Batil Spur (englisch; bulgarisch Батилов рид Batilow rid) ist ein 3,9 km langer, 1,3 km breiter und bis zu 400 m hoher Gebirgskamm im westantarktischen Ellsworthland. Auf der Ostseite der Sentinel Range im Ellsworthgebirge bildet er den südöstlichen Ausläufer der Flowers Hills. Er ragt 13,4 km südöstlich des Gubesh Peak, 21 km ostnordöstlich des Long Peak, 13,3 km nordöstlich des Johnson Spur und 13,07 km ostsüdöstlich des Taylor Spur auf. Der Rutford-Eisstrom liegt östlich, dessen aus dem Sikera Valley und den Doyran Heights kommende Nebengletscher westlich von ihm.
US-amerikanische Wissenschaftler kartierten ihn 1961 und 1988. Die bulgarische Kommission für Antarktische Geographische Namen benannte es 2014 nach einer mittelalterlichen Festungsanlage im Westen Bulgariens.